# 南貓頭鷹星雲
南貓頭鷹星雲（PLN 283+25.1，ESO 378-1）是位於長蛇座的一個行星狀星雲。
所以這樣命名是因為它酷似北天大熊座的貓頭鷹星雲。這個星雲有值得注意的對稱性，圓形，和大約4光年的直徑。